# トマス・チャコン
トマス・チャコン・ヨナ（Thomás Chacón Yona, 2000年8月17日 - ）は、ウルグアイ・ソリアノ県パルミータス出身のサッカー選手。ACベッリンツォーナ所属。ポジションはMF。

## クラブ経歴
トルネオ・ウルグアージョ・コパ・コカ・コーラの名門ダヌービオFCのユースチームから2017年にトップチームに昇格。同年11月24日のエル・タンケ・シスレイ戦でプロデビュー。2019年3月11日のリーベル・プレート・モンテビデオ戦で、プロ初ゴールを決めた。
2019年8月7日、ミネソタ・ユナイテッドFCと契約した。
2022年8月27日、ACベッリンツォーナに移籍した。

## 代表経歴
2017年にU-17のウルグアイ代表として南米U-17選手権に出場。2019年にはU-20代表として南米ユース選手権、2019 FIFA U-20ワールドカップに出場した。